# آگریپینای کوچک
آگریپینای جوان ملقب به زیبایی مرگبار یا بانوی توطئه‌گر و آهنین (لاتین: جولیا آگریپینا؛ ۶ نوامبر ۱۵–۲۳ مارس ۵۹) که از آن به عنوان آگریپینای کوچک نیز یاد می‌شود («کوچکتر» که اغلب به معنی «جوان‌تر» بود) اولین ملکه پرقدرت، پرنفوذ و حکم‌فرما در امپراتوری روم و برجسته‌ترین و موثرترین زن در دودمان ژولیو کلودین بوده‌است؛ او همچنین یکی از قدرتمندترین و شایسته‌ترین چهره‌ها در تاریخ امپراتوری روم بوده‌است. پدر او ژرمانیکوس، از نوادگان مارک انتونی و ژنرال به شدت محبوب و وارث مشهور برای امپراتوری روم در زمان تیبریوس بود؛ و مادرش آگریپینا بزرگتر، نوه نخستین امپراتور رومی آگوستوس بود. او همچنین خواهر کوچکتر امپراتور کالیگولا و همچنین برادرزاده و همسر چهارم امپراتور کلودیوس و همین‌طور مادر امپراتور نرون بود.
هر دو منبع باستانی و مدرن به‌طور کامل شخصیت آگریپینا را بی‌رحمانه، حیله‌گر، جاه‌طلب، خشن، بلندپرواز و سلطه‌گر توصیف می‌کنند. از نظر ظاهری و جسمی او یک زن بسیار زیبا، فریبنده و معتبر بود و از لحاظ ریشه خانوادگی هم از طرف پدر و هم از طرف مادر یک زن کاملاً اصیل و از خط خون امپراتوری بود. بسیاری از مورخان باستانی او را به مسموم کردن همسرش کلودیوس با طرحی ماهرانه متهم می‌کنند، هرچند که این گزارش‌ها متفاوت است اما بیشتر آن‌ها صحت دارد. آگریپینا قاتلی خونسرد و یک حاکم عالی بود. او بر یک دهه حکومت صلح آمیز روم علناً نظارت داشت و درهای پایان سلسله را باز کرد. او از پیشینیان خود آموخت که چگونه موفق باشد و به پسرش آموخت که چگونه بی‌رحم باشد، او یکی از بانفوذترین و قدرتمندترین زنان تاریخ جهان بوده‌است و در طول زمان ازدواجش بارها در غیاب شوهرش به عنوان نایب‌السلطنه غیررسمی امپراتوری روم عمل کرد و در زمان حضور امپراتور به عنوان نیروی مؤثر و بزرگ پشت تخت روم برای اداره امپراتوری شناخته می‌شد، و بعد از مرگ کلودیوس او به‌طور خلاصه از سال ۵۴ تا ۵۷ به صورت دوفاکتو به عنوان حاکم تمام و کمال، مطلق و استبدادیِ امپراتوری روم در زمان سلطنت پسرش نرون بود، همچنین بخاطر جنگ قدرت با پسرش بسیار مشهور بود، سرانجام آگریپینا در سال ۵۹ میلادی به دستور پسرش امپراتور نرون به خاطر اعمال قدرت شخصی در دولت و مداخله در زندگی سرخود پسرش، مخفیانه در کاخ خود اعدام شد.
ظهور اگریپینا در قدرت به عنوان یک زن آن هم با قوانین رومی که زنان حتی حق تصمیم‌گیری در خانه خود را ندارند، یک دوره پرفراز و نشیب از فتنه، قساوت و بیرحمی، ترور، شهوت رانی، عرفان گرایی و تقویت قدرت زنان بود. او سیاستمداری فوق‌العاده با استعداد و حواس جمع بود که قدرت را با اراده و خدعه محض به دست آورد، او در هنگام انتخاب همسر برای عموی خود امپراتور کلودیوس بر رقبای خود پیروز شد و با امپراتور ازدواج کرد، در حقیقت صعود او زمانی آغاز شد که «امپراتریس بانفوذ و فاحشه» رومی به نام مسالینا همسر عمویش کلودیوس که در آن زمان در سال ۴۸ میلادی در حال توطئه بر ضد شوهر خود بود و اگریپینا در حقیقت این کار مسالینا را فاش کرد و توانست با حیله کلودیوس را وادار به اعدام مسالینا کند شروع شد، و بعد قدرت را به عنوان همسر امپراتوری روم در دست گرفت و بعد از یک تنش بزرگ در دربار با رقبای خود به‌خصوص با زن برادر خود لولیا پائولینا توانست با عموی خود ازدواج کند و مقام امپراتریس را به‌دست آورد، او بعد از این که به مقام امپراتریس روم رسید تلاش کرد که در سیاست‌های رومی قدرت بیشتری آن هم با حذف رقبای سیاسی قدرتمندش به‌دست آورد، او همچنین در زمان سلطنت همسرش برای تعیین جانشینی از کلودیوس به پسر خود لوسیوس یا همان نرون تلاش کرد، در همین مدت بود که اگریپینا رؤیای حکومت به نام خود و امپراتور شدن را برای پسرش در سر پرورانید و بخاطر این که نمی‌توانست خودش امپراتور شود تصمیم گرفت پسر را امپراتور کند و مقدمات آن را فراهم کرد. او برای رسیدن به این هدف، ۷ چیز لازم داشت: حمایت نیروهای سیاسی، مذهبی، نظامی و اشرافی و حمایت گارد پرتورین، و تاییدیه کلودیوس، بر شایستگی نرون برای امپراتوری روم و مستحکم کردن رابطه خویشاوندی پسرش نرون با امپراتور از طریق ازدواج با دختر کلودیوس.
به همین منظور اگریپینا کار خود را آغاز کرد و رابطه بسیار خوبی با سیاستمداران بانفوذ و اشراف ثروتمند روم برقرار کرد و موفق شد نظر تمام کاهنان رومی را نیز جلب کند. اگریپینا به دلیل موقعیت گسترده سیاسی، مذهبی و نظامی، خود همچنین بخاطر اصالت خانوادگی و افتخارات و امتیازات بی‌سابقه اش در میان تمام امپراتریس‌های پیش از خود این امکان را داشت که در بالاترین مراسم مذهبی شرکت کند و حتی به عنوان مشاور امپراتور در جلسات سنا از پشت پرده مشارکت داشته باشد و در ارتش نیز حضور پیدا می‌کرد در همین رفت‌وآمدهای مذهبی، سیاسی و نظامی با اشراف‌زادگان، کاهنان اعظم، سناتورها و ژنرال‌ها رومی بود که توانست اعتماد آنها را جلب کرده و پشتیبانی آنان را برای رسیدن به مقام امپراتور برای پسرش به دست آورد، علاوه بر آن او رئیس گارد پرتورین و بخشدار پرتورین به نام لوسیوس لوسیوس گتا و روفریوس کریسپینوس را از مقامشان کنار زد و یکی از افراد خود را به نام بوروس را جانشین روفریوس و گتا رئیس و بخشدار گارد پرتورین کرد، او همچنین توانست با موفقیت کلودیوس را به گرفتن پسرش به عنوان جانشین، وارث و فرزندخوانده راضی کند و توانست دختر کلودیوس را به نام اوکتاویا به عقد پسرش نرون درآورد، امپراتور همین‌طور قبل از صدور دستورها خود نظرات اگریپینا را در کلیه اداره امور جستجو می‌کرد و در مورد مسائل سیاسی و غیره با او صحبت می‌کرد و در این زمان اگریپینا توانست تأثیر بسیار قدرتمند و عمده ای در تمام تصمیمات کلودیوس بگذارد.
سرانجام اگریپینا بعد از مشکلی که با همسر خود کلودیوس در اواخر سلطنتش بر سر قدرت و جانشینی حکومت بین خودشان پدید آمد، در سال ۵۴ میلادی او را با قارچ سمی به قتل رساند و نرون را سریع به عنوان امپراتور روم جایگزین کرد، او در اوایل دوره سلطنت نرون کنترل کاملی بر پسرش و تمامی امپراتوری روم داشت و توانست حضور مطلقی در سنا داشته باشد و در کنار پسرش و رسماً به عنوان همسر امپراتوری و نایب السلطنه به تنهایی بر امپراتوری روم حکومت کند و در تمام مدت بیش از یک سال امپراتوری دفاکتو دارای قدرت خیر و شر و بی چون و چرایی بود، ولی بتدریج شروع به از دست دادن نفوذش بر نرون کرد و در آخر هم در سال ۵۸ میلادی به دست پسرش تبعید شد، بین سالهای ۵۶ تا ۵۹ جنگ بسیار سختی بین مادر و پسر رخ داد که بعداً منجر به طرحی برای برکناری نرون به واسطه اگریپینا و بعد از فاش شدن این توطئه باعث قتلش به واسط نرون شد.

## آغاز زندگی
وی در سال ۶ نوامبر ۱۵ میلادی در روم بدنیا آمد پدر او ژرمنیکوس ژولیوس سزار و مادر اگریپینا بزرگتر بود مادر او زنی سرسخت بود آگریپینا بزرگتر از کودکی با پدربزرگش، امپراتور آگوستوس که تعلیم و آموزش او را شخصاً به عهده گرفته بود، رابطه خیلی نزدیکی داشت. اما بعد از ازدواج با ژرمانیکوس، آگریپینا با همراهی کردن همسرش در اردوگاه ارتشی‌اش و فعالیت به‌عنوان مشاور و سیاستمدار، سنت و آیین خود را به مبارزه طلبید. وقتی ژرمانیکوس به‌طرز مشکوکی مرد، آگریپینا بزرگتر جسورانه یکی از رقیبانش را به مسموم کردن او متهم کرد. آگریپینا بزرگتر همچنین به عنوان یکی از چهره‌های برجسته در محافل سیاسی، علیه تیبریوس (امپراتور وقت روم که جانشین آگوستوس بود و گمان می‌شد او ژرمانیکوس را کشته باشد) سخنرانی می‌کرد
او توانست با حیله‌گری پسر بزرگترش نرون (پسر اگریپینا بزرگتر، برادر اگریپینا جوان و دایی امپراتور نرون) را جانشین تبیریوس کند، آن هم با کشتن مخفیانه رقبای سیاسی پسرش بود. رفتارهای تحریک‌کننده و آشوبگر و توطیه‌های برنامه‌ریزی شده آگریپینا بزرگتر خیلی به مذاق امپراتور که با تازیانه به جان او می‌افتاد و تشنه مرگ اگریپینا بود، خوش نمی‌آمد و او درنهایت در جنگ قدرت بر سر جانشینی و انتقام قتل شوهرش یک چشمش را از دست داد. بعد هم وقتی در زندان بود اعتصاب غذا کرد و از گرسنگی مرد. درست چهار سال قبل از زمانی که پسرش کالیگولا به قدرت برسد، بعد از آن اگریپینا جوان که بعد از مرگ مادرش اگریپینا بزرگتر شروع به اعمال نفوذ پی در پی بر روی برادرش کالیگولا همراه خواهرانش کرده بود، توانست در دوره سلطنت برادر خود صاحب احترام و ثروت بی‌اندازه ای شود.

## سلطنت کالیگولا

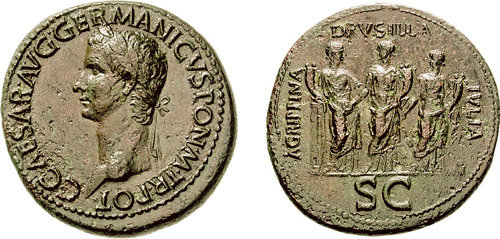
سکه سلطنتی امپراتور کالیگولا و خواهرانش؛ از چپ به راست:اگریپینا، دروزیلا و لیویا به عنوان بانوان عالیمقام و محبوب امپراتوری

### شروع از دست دادن نفوذ بر امپراتور و نزاع با برادر
تیبریوس در ۱۶ مارس ۳۷ میلادی، درگذشت و تنها برادر زنده مانده آگریپینا، کالیگولا، امپراتور جدید شد. به عنوان یک خواهر امپراتور بودن به اگریپینا تأثیر و احترام زیادی داد.
آگریپینا و خواهران کوچکترش جولیا دروزیلا و جولیا لیویا افتخارات مختلفی را از برادرشان دریافت کردند که شامل این موارد شد، اما محدود به آنها نشد و حتی اگریپینا افتخارات و امتیازات بیشتری نسبت به خواهران خود کسب کرد زیرا شوهر او یکی از مدعی‌های تاج و تخت بود به همین خاطر امکان داشت امپراتریس آیند شود.
کالیگولا افتخارات و امتیازات خواهرانش را به این اساس داد:
دریافت حقوق باکره‌های وستال، مانند آزادی مشاهده بازی‌های عمومی از صندلی‌های بالایی در ورزشگاه.
افتخار از سکه‌هایی از نوعی که قبلاً صادر نشده بود، به تصویر کشیدن تصاویر کالیگولا و خواهرانش در چهره‌های مخالف؛ نام آنها اضافه می‌شود.
و به حرکات و آزادی کامل در دربار نسبت به دیگران، همچنین از جمله سوگندهای وفاداری نسبت به شخص امپراتور این سه نفر هم حضور داشتند (به عنوان مثال، در هنگام سوگند افراد مختلف این چنین می‌گفتند "من زندگی خودم یا فرزندانم را کمتر از آنچه که امنیت امپراتور و خواهرانش را انجام می‌دهم، ارزشمند نمی‌کنم") و سوگند کنسول‌ها (به عنوان مثال، "خوشبختی جهان در امپراتور و خواهرانش است)".
تقریباً در زمان فوت تبیریوس، آگریپینا باردار شد. دومیتیوس پدر کودک بودن را تصدیق کرده بود. در ۱۵ دسامبر سال ۳۷ میلادی، در اوایل صبح، در آنتیم، آگریپینا پسری به دنیا آورد. اگریپینا و دومیتیوس پس از پدر دومیتوس، پسرش لوسیوس دومیتوس آهنوباربوس را نامگذاری کردند. این کودک بزرگ شد تا امپراتور نرون شود. نرون تنها فرزند طبیعی آگریپینا بود. سوئتونیوس اظهار داشت که دومیتوس از تولد پسرش توسط دوستان تبریک گفته می‌شود و به همین ترتیب او پاسخ داد: «من فکر نمی‌کنم که چیزی تولید شده توسط من باشد و اگریپینا احتمالاً می‌تواند برای دولت یا مردم خوب باشد».
کالیگولا و خواهرانش متهم به داشتن روابط محرمانه بودند هر چند خیلی پیچیده بود اما به احتمال زیاد درست بود به‌خصوص در مورد اگریپینا و دروزیلا زیرا اگریپینا نسبت به خواهران جوانتر خود از لحاظ اندامی و بدنی بسیار زیباتر و فریبنده بود و شخصیتی به‌شدت قوی و مصمم‌تر از آن‌ها داشت و دروزیلا از لحاظ اخلاق و شکل بیشتر به برادر خود رفته بود به همین خاطر کالیگولا جذب اگریپینا و دروزیلا می‌شد. در ۱۰ ژوئن ۳۸ میلادی، دروزیلا به‌طور ناگهانی درگذشت، که احتمالاً از یک بیماری تب بود یا در درگیری مخفیانه توسط اگریپینا به قتل رسیده بود، هر چند به احتمال زیاد بر اثر بیماری بود که در آن زمان در رم شایع شد. کالیگولا به ویژه به دروزیلا علاقه داشت چون که او بیشتر از همه شبیه به او بود و حتی فرمان داده بود که همانند همسرش با او رفتار کند، حتی اگر دروزیلا همسر داشته باشد. پس از مرگ وی، کالیگولا هیچ محبت و احترام خاصی نسبت به خواهران بازمانده نشان نداد و گفته می‌شد که مجنون بوده‌است.
در سال ۳۹، آگریپینا و لیویا به همراه پسرعموی مادری خود، مارکوس آئمیلیوس لپیدوس، همسر بیوه دروزیلا، در یک نقشه شکست خورده برای قتل کالیگولا، توطئه‌ای با نام «طرح سه خنجر»، که قرار بود لپیدوس امپراتور جدید باشد، درگیر شدند. لپیدوس، آگریپینا و لیویا متهم به دوست داشتن و رابطه زنا بودند. در مورد این نقشه و دلایل و فرجام آن چیزهای زیادی در دست نیست. در محاکمه لپیدوس، کالیگولا هیچ احساسی در مورد محکوم کردن آنها به عنوان زن زناکار نداشت، و نامه‌های دست نوشته‌ای را ارائه داد که در مورد این بود که چگونه او به قتل می‌رسند.

### تبعید
لپیدوس اعدام شد. آگریپینا و لیویا توسط برادرشان به جزایر پنتین تبعید شدند. کالیگولا، مبلمان، جواهرات، بردگان خواهران خود را فروخت و آزادی آنان را گرفت. در ژانویه سال ۴۰ میلادی، دومیتیوس بر اثر ورم (قطره ای) در پیرگی درگذشت. لوسیوس پس از آنکه کالیگولا ارث خود را از او گرفته بود، به همراه عمه دوم پدری خود، دومیتیا لپیدا جوان، به زندگی رفته بود.
کالیگولا، همسرش میلونیا سزونیا و دخترشان جولیا دروزیلا در ۲۴ ژانویه ۴۱ به قتل رسیدند. عموی پدری آگریپینا، کلودیوس، برادر پدرش ژرمانیکوس، امپراتور جدید روم شد.

## سلطنت کلودیوس

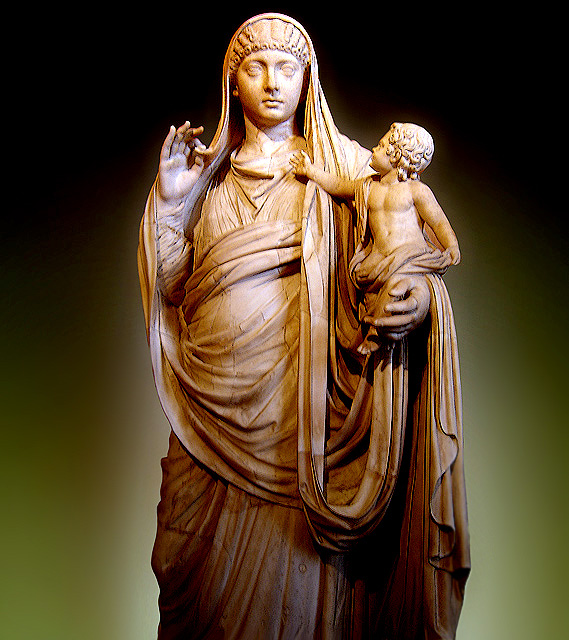
مسالینا به عنوان امپراتریس با پسرش بریتانیکوس

### بازگشت از تبعید و جنگ با مسالینا
کلودیوس تبعیدهای اگریپینا و لیویا را از بین برد. لیویا به شوهر خود بازگشت، در حالی که آگریپینا با پسر تبعیدش دوباره به هم پیوست. پس از مرگ همسر اول خود، آگریپینا کوشید تا پیشرفت‌های شرم آور امپراتور آینده گالبا را انجام دهد، که هیچ علاقه ای به او نشان نداد و به همسرش امیلینا لپیدا اختصاص داشت. در یک مناسبت، مادرشوهر گالبا قبل از اینکه کلی از زنان متأهل شود، توبیخ عمومی و نقاب بر چهره داد.
کلودیوس میراث و افتخارات لوسیوس را دوباره احیا کرد. لوسیوس علی‌رغم جوانی خود، اندکی پس از طلاق گایوس سالوستیوس و کریپوس پوسینوس بسیار ثروتمندتر شد هر چند اداره اموال و دارایی او توسط اگریپینا اداره می‌شد، نرون در اوایل به عمه خود، به نام دومیتیا لپیدا (عمه بزرگ لوسیوس یا همان نرون) داده شد تا کریسپوس بتواند با آگریپینا ازدواج کند در طول این مدت عمه اش بر نرون نفوذ فراتر از اگریپینا به‌دست آورد، که همین باعث اختلاف بین دومیتیا با اگریپینا شد. بعد از آن که اگریپینا با کریسپوس ازدواج کردند، و کریسپوس به پدر لوسیوس (همان نرون) تبدیل شد، اگریپینا دوباره نرون رو نزده خود آورد. کریسپوس مردی بسیار برجسته، اثرگذار، شوخ تبع، ثروتمند، قدرتمند، نجیب و بسیار مورد احترام بود که دو بار به عنوان کنسول (والامقام‌ترین مسئول در امپراتوری) خدمت می‌کرد. او نوه پذیرفته شده و برادرزاده بزرگ بیولوژیکی مورخ صلوات بود. از رابطه آنها چیزهای کمی شناخته شده‌است، اما کریسپوس خیلی زود درگذشت و ملک خود را به نرون واگذار کرد و در این زمان اگریپینا به دلیل این که مسئول اموال و دارایی فرزنده خود بود بسیار قوی تر و تاثیرگذارتر شد.
در سالهای اول سلطنت کلودیوس، کلودیوس با امپراتریس بدنام والریا مسالینا ازدواج کرد. اگرچه آگریپینا بسیار اثرگذار و ثروتمند بود، اما وی بسیار کم پیدا بود و از کاخ امپراتوری و دربار امپراتور دور ماند. مسالینا دخترعمه لوسیوس و دختر خواهرشوهر اگریپینا بود. در میان قربانیان فتنه‌های مسالینا خواهر زنده مانده آگریپینا لیویا، که به اتهام زنا با سنکا جوانتر متهم شده بود. سنکا بعداً به دستور اگریپینا از تبعید فراخوانده شد تا آموزگار نرون باشد.
مسالینا پسرعموی خود که پسر آگریپینا بود را تهدیدی جدی برای موقعیت پسرش دانست و قاتلانی را برای خفه کردن لوسیوس در کاخ سیستا فرستاد. این قاتل‌ها هنگامی که دیدند یک مار بسیار بزرگ به‌طور ناگهانی از زیر بالش نرون حرکت می‌کند، با وحشت گریختند، اما این فقط یک پوست مار لاغر شده در رختخوابش، نزدیک بالش بود که توسط اگریپینا جاسازی شده بود زیرا از این نقشه با خبر بود.
در سال ۴۷، کریسپوس درگذشت و در مراسم خاکسپاری وی، این شایعه در اطراف شایع شد که آگریپینا کریسپوس را مسموم کرد تا املاک و دارایی عظیم و گسترده او را به‌دست آورد. پس از دومین بار بیوه بودن، آگریپینا به عنوان یک زن در طبقه حاکم بسیار زیاد بیش از حد ثروتمند و پولدار شد. بعداً در همان سال در بازی‌های سکولار، در اجرای توری میزبانان، مسالینا به همراه پسرش بریتانیک در این رویداد شرکت کرد. آگریپینا نیز با لوسیوس حضور داشت. آگریپینا و لوسیوس بیش از آنچه ماسالینا و بریتانیک انجام دادند، از حضار تشویق کردند. بسیاری از مردم به دلیل شرایط ناگوار در زندگی وی، نسبت به آگریپینا ابراز ترحم و همدردی کردند. آگریپینا خاطره ای را نوشت که بدبختی‌های خانواده‌اش (casus suorum) را ثبت کرد و روایتی از زندگی مادرش نوشت، در همان زمان امپراتریس مسالینا تصمیم گرفت که از شرح امپراتور کلودیوس و اگریپینا و پسرش لوسیوس خلاص شود و توطئه ای کرد که در یک مهمانی از همه ان‌ها خلاص شود، اما اگریپینا بو برد و دست به کار شد و به کلودیوس خبر داد که مسالینا برنامه ای دارد که معشوقه خود را امپراتور کند تا قدرت بیشتری به‌دست آورد، او و آزادیخواهان بسیار قدرتمند روم شروع کردند امپراتور را تحریک کردن که مسالینا را به قتل برساند و در آن موفق شدند.

## حرفه سیاسی و ظهور به قدرت
پس از اینکه همسر امپراتور، مسالینا در سال ۴۸ با کمی فتنه‌گیری اگریپینا و آزادیخواهان قدرتمند کلودیوس به جرم توطئه با گایوس سیلیوس برای سرنگونی همسرش اعدام شد، کلودیوس برای چهارمین بار ازدواج مجدد را در نظر گرفت، در این زمان به بعد اگریپینا با جدیت تمام خواستار قدرت شد. در این زمان، آگریپینا به یکی از مشاوران مورد اعتماد عموی خود کلودیوس، و به عنوان معشوقه آزادیخواه یونانی‌تبار و قدرتمند، مارکوس آنتونیوس پالاس که یکی از قدرتمندترین مردان رومی بود تبدیل شد. در آن زمان مشاوران کلودیوس در حال بحث و گفتگو بودند که کدام اشراف‌زاده عالیمقام باید با کلودیوس ازدواج کند. کلودیوس اخلاقی داشت که به آسانی بدون هیچ مشکلی تحت تأثیر دیگران به‌خصوص برای همسر خود متقاعد می‌شد. در اوقات اخیر، بسیاری از افرادی نجیب، پرقدرت و عالیمقام که می‌خواستند قدرت خود را بسیار افزایش دهند و امپراتور را کنترل کنند دختران و حتی اقوام‌نزدیک خود را برای ازدواج با امپراتور پیشنهاد می‌دادند، گفته می‌شود در این اختلافات مجلس سنا نیز درگیر بوده‌است و سنای روم در آخر تصمیم گرفت برای پایان دادن به اختلاف بین شاخه‌های ژولیو و کلودین، به ازدواج بین آگریپینا و کلودیوس فشار بیاورد. این دشمنی مربوط به اقدامات خونبار مادر آگریپینا یعنی اگریپینا بزرگتر علیه تیبریوس پس از مرگ ژرمنیکوس است، اقداماتی که تیبریوس با خوشحالی اجرا کرده بود.
کلودیوس در سخنان خود به اگریپینا در مورد ازدواجشان اشاراتی کرده‌است: «من موافقم، زیرا این دختر من است که توسط من بزرگ شده، در دامان من متولد و بزرگ شده‌است» هنگامی که کلودیوس تصمیم به ازدواج با او گرفت، گروهی از سناتورها را ترغیب کرد که این ازدواج به نفع عمومی ترتیب شود. در جامعه رومی، یک عمو (کلودیوس) که با برادرزاده خود (آگریپینا) ازدواج می‌کرد، محجوب و غیراخلاقی تلقی می‌شد.

### ازدواج با کلودیوس و قتل‌عام رقبای اولیه
اگریپینا و کلودیوس در روز سال نو، ۴۹ میلادی، ازدواج کردند. این ازدواج باعث مخالفت گسترده شد. این بخشی از برنامه‌ریزی آگریپینا برای تبدیل شدن پسرش لوسیوس (یعنی همان نرون) به امپراتور جدید بود. ازدواج او با کلودیوس بر اساس عشق نبود، بلکه بر اساس قدرت بود که اگریپینا برنامه‌ریزی کرده بود. او بدون هیچ مشکلی به سرعت رقیب قدرتمند و اصلی خود لولیا پائولینا را از بین برد، هنگامی که اگریپینا وارد خانه امپراتور شد نفوذ کاملی بر شوهرش کلودیوس داشت و اطاعت امپراتور را به‌دست آورده بود. اندکی پس از ازدواج با کلودیوس و بخاطر نفوذ زیادی که بر او داشت، آگریپینا، پائولینا را سریع خیلی راحت به جادوی سیاه متهم کرد. پائولینا بدون آن که دادرسی دریافت کند متهم و گناه کار شناخته شد. اموال او به دستور امپراتریس جدید (یعنی اگریپینا) مصادره شد؛ و بعد او ایتالیا را ترک کرد و به دستور آگریپینا، خودکشی کرد و سر او به اگریپینا داده شد.
در ماه‌های منتهی به سال اول ازدواج او با کلودیوس، پسر عموی مادر آگریپینا، پیش‌کسوت لوسیوس جونیوس، به دختر کلودیوس به نام کلودیا اکتاویا نامزد کرد. بخاطر این که اگریپینا مخالف ازدواج پسر عموی مادر خود با دختر کلودیوس بود به دروغ او را متهم کرد که در حال برنامه‌ریزی برای کودتا بر زده امپراتور هست و او و کل خانواده اش را محکوم به خیانت ملی کرد، و به این بهانه در سال ۴۹ به دستور اگریپینا او و کل خانواده اش اعدام شدند، هنگامی که آگریپینا با طرح کنسول لوسیوس ویتولیوس بزرگان که درمورد وارث جدید بحث می‌کرد او به این بهانه که در گذشته یکی از معشوقه‌های امپراتریس پیشین مسالینا بود او را محکوم به مرگ کرد، همچنین به‌طور دروغین سیلانوس را که یکی از مدعی‌های تاج و تخت روم و همچنین به عنوان نامزد جدید دختر کلودیوس بود را متهم به محارم با خواهرش جولیا کالوینا کرد. آگریپینا این امیدواری را برای برقراری ازدواج بین اکتاویا و پسرش نرون و همچنین برای از بین بردن یکی از رقبای پسرش انجام داد. در نتیجه، کلودیوس به خواسته اگریپینا پیوند زناشویی دخترش با سیلانوس را قطع کرد و سیلانوس را وادار به استعفا از مقامات عمومی و بعد به خواسته اگریپینا خودکشی کرد.
سیلانوس در روزی که آگریپینا با عموی خود ازدواج کرد، خودکشی کرد و خواهر او کالوینا در اوایل سال ۴۹ به دستور اگریپینا از ایتالیا تبعید شد. کالوینا پس از مرگ آگریپینا در سال ۵۹ میلادی از تبعید فراخوانده شد. تا اواخر سال ۵۴، اگریپینا دستور قتل برادر بزرگتر سیلانوس مارکوس جونیوس سیلانوس تورکاتوس را بدون اطلاع نرون، صادر کرد تا او از مرگ برادرش انتقام جویی نکند.
یکی دیگر از قربانیان اتهامات آگریپینا به جادوی سیاه، دومیتوس لپیدا، عمه نرون و مادر زن سابق کلودیوس که هم مادر قانونی مسالینا می‌شد بود که در تربیت نرون مدتی بود که مادرش در تبعید بود. واقعیت این است که هر دو نتوانستند تأثیر قدرتمند خودشان را بر نرون را به اشتراک بگذارند. در نتیجه، لپیدا به دلیل جادوی سیاه جان خود را خیلی راحت بخاطر اتهامات اگریپینا از دست داد و به اعدام محکوم شد. تیبریوس کلودیوس نرگس تمام تلاش خود را به هر قیمتی کرد تا برای محافظت از او حکم اعدام را لغو کند اما در آن توسط اگریپینا خیلی راحت شکست خورد، نرگس فهمیده بود که اگر نرون به قدرت برسد، مشکلات به‌شدت بزرگی از سوی اگریپینا خواهد داشت، اما در زمان سلطنت کلودیوس او با وجود این که یکی از قدرتمندترین و بانفوذترین مردان و آزادیخواه طول سلطنت کلودیوس بود با این حال این را کاملاً فهمید و درک کرد که به هیچ وجه قدرت، نیرو و نفوذ قدرتمند سیاسی و نفوذ قدرتمند بر امپراتور را به‌طور کافی برای مبارزه با آگریپینا ندارد و از روم به سینوئا رفت، به بهانه برای بهبود سلامتی است. این علناً پایان کار نرگس در سیاست بود و در آخر با فتنه اگریپینا او به طرز بی رحمانه ای به قتل رسید.

## سلطنت به عنوان امپراتریس روم

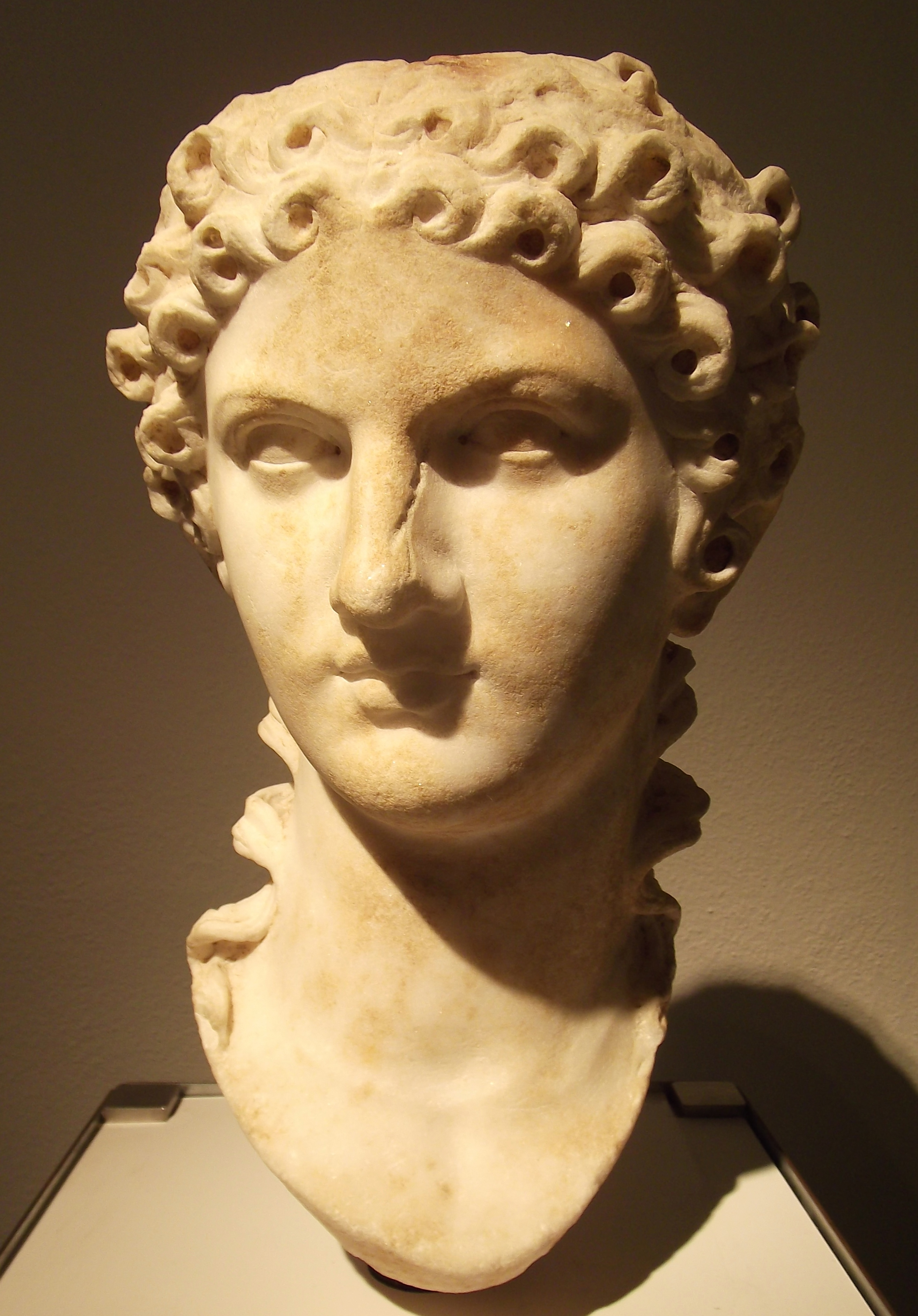
امپراتریس اگریپینا به عنوان اگوستا در سن ۳۷ سالگی

### شروع قدرت‌گیری به عنوان امپراتریس
در روزی که آگریپینا با شوهر سوم خود / و به عنوان همسر چهارم کلودیوس با عمو اش ازدواج کرد،
و او یک امپراتریس/ملکه و قدرتمندترین و تاثیرگذارترین زن دودمان ژولیو کلودین و امپراتوری روم بود و به سرعت همانند مسالینا به یکی از قدرتمندترین و پرنفوذترین چهرها در طول سلطنت کلودیوس و دادگاه سیاسی روم بدل شد و توانست نقش تعیین‌کننده در دربار روم داشته باشد. اگریپینا همچنین از ازدواج‌های شوهرش با همسران قبلی خود که فرزندانی به نام آلیا پیتینا، کلاودیا اکتاویا و بریتانیکوس داشت، رابط خویشاوندی داشت. آگریپینا پس از به‌دست آوردن قدرت نقش مؤثری در اداره دولت داشت و بتدریج سررشته حکومت را به‌دست آورد، به‌طوری که امپراتور کلودیوس نامی از سلطنت بیشتر نداشت و جانشین بعدی به خواست او بود و کلودیوس به‌شدت به توصیه‌های وی متکی بود، او همچنین به‌طور مستبدانه بر کاخ امپراتوری حکومت کرد.
او بعد از ازدواج با کلودیوس افتخارات، امتیازات و قدرتهای بسیار بی‌سابقه، عمومی و خاصی را کسب کرد که هیچ امپراتریسی قبل از او دریافت نکرده بود به عنوان مثال در هنگام سوگند وفاداری با امپراتور نام وی هم حضور داشت مثل: «زندگی ما و فرزندانمان ارزشمندتر از امنیت امپراتور و امپراتریس نیست و خوشبختی جهان به خواست امپراتریس و امپراتور هست» همچنین او اولین زنی بود که در زمان سلطنت شوهرش مفتخر به مقام اگوستا شد و همچنین اولین زنی بود که نام و صورتش در سکه‌ها در کنار امپراتور نمایان شد و در جلسات امپراتوری در کنار امپراتور در پشت پرده حضور داشت و حتی در زمان غیاب کلودیوس دولت را به نمایندگی از او اداره می‌کرد،
طبق نظریه تایتیتوس مورخ یونانی‌تبار در مورد اگریپینا در لحظه ازدواج با کلودیوس می‌گوید:
"زنی که بر همه چیز یک روزه حاکم شد، که امور امپراتوری روم را به هیچ وجه تحت‌الشعاع خودخواهی و کارهای کثیف خود قرار نداد، و همانند ملکه پیشین مسالینا او هرگز رفتار نکرد.
آگریپینا در این دوره با نفوذ فوق‌العاده ای که بر شوهر خود به‌دست آورده بود، استفاده می‌کرد و آن را محکم نگه داشت، و از آن حتی به مراتب خیلی بهتر و سودمندتر از مسالینا استفاده می‌کرد و به درستی و با برنامه‌ریزی دقیق از قدرت خود در امور به کار می‌برد و دشمنان خود را حذف می‌کرد.

او نه مثل مسالینا با تن‌فروشی برای مردان نیرومند روم رفتار می‌کرد و نه مثل لیویا همسر امپراتور اگوستوس با تمام دلربایی برای شوهرش، بلکه مستقیماً و به تنهایی از قدرت استفاده می‌کرد."
بعد از آن که اگریپینا به عنوان امپراتریس تبدیل شد، او با گسترش شبکه‌های اتحاد سیاسی، اقدام به ترور شخصیت دشمنانش، حذف سیستماتیک هر کسی را که از کاخ یا دربار امپراتوری که فکر می‌کرد وفادار و به یاد و خاطره امپراتریس مسالینا است، از قدرت حذف یا حتی از بین می‌برد. او همچنین هر کسی را که فکر می‌کرد تهدیدی برای موقعیت و آینده پسرش است، از بین برد یا از قدرت حذف کرد، یکی از قربانیان او عمه دوم پدر لوسیوس (یا همان نرون) و مادر ماسالینا جوان (خواهرشوهر اول خود اگریپینا) بود.

### مداخله در امور امپراتوری با امپراتور

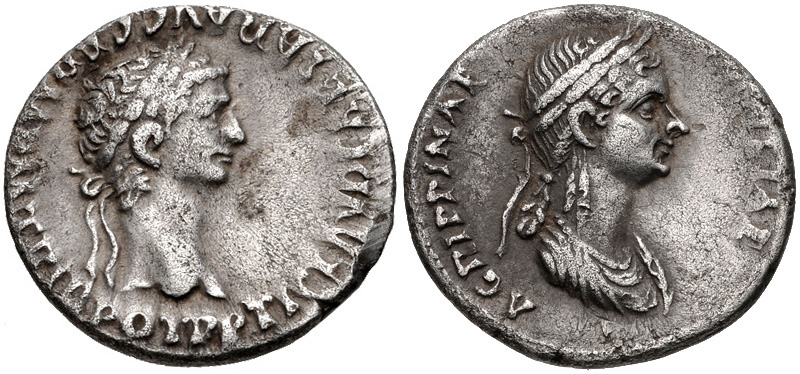
آگریپینا در طرف دیگر سکه ای از سلطنت کلودیوس ظاهر می‌شود. او به عنوان "آگریپینا آگوستاً مورد توجه و احترام قرار می‌گیرد و قدرت، نفوذ و وضعیت خود را نشان می‌دهد. او همچنین اولین زن زنده ای بود که تاج خوشه طلایی را بر سر نهاد و به او ویژگی‌های الهی، خدا سیرس داد. سیرس الهه کشاورزی، غلات، محصولات زراعی و باروری بود و او اولین زن اصیل زاده عادی بود که به جایگاه خدایی در روم رسید

در سال ۴۹، آگریپینا در یک رژه نظامی اسیران روی تخت سلطنتی با امپراتور نشسته بود و یک لباس طلائی ژنرالی پوشیده بود، هنگامی که رهبر آنها پادشاه کاراتاکوس که بعد از یک جنگ بر زده امپراتوری روم شکست خورده بود و به اسارت درآمده بود پیش از کلودیوس به اگریپینا ادای احترام و سجده کرد که در تاریخ روم بی‌سابقه بود و توسط امپراتور کلودیوس بخاطر این که فکر کرد همسر او فرمانده ارتشیان روم هست بخاطر اگریپینا او را مورد ستایش قرار داد. در سال ۵۰ میلادی، از طرف کلودیوس بخاطر اعتبار و اصالت همسر خود به آگریپینا عنوان افتخاری و بلند مرتبه آگوستا (موقعیتی برابر با یک امپراتریس و سناتور قدرتمند و پرنفوذ) اهدا شد همچنین به او مقام Mater Castrorum ("مادر اردوگاه")، Mater Patriae ("مادر میهن") و Mater Senatus ("مادر سنا") را اعطا کرد. این مقامات نشان می‌دهد که او نه تنها توسط کلودوس به عنوان آگوستا شناخته شده بود، بلکه به عنوان یک قدرت همه‌جانبه در معرض دید عموم قرار گرفت، اگریپینا تنها سه زن رومی بود که عنوان اگوستا را بعد از (لیویا درسیلا و آنتونیا صغیر این عنوان را دریافت کردند) و تنها دومین زن زنده رومی (اولین آنتونیا) بود که این عنوان را دریافت کرد علاوه بر ان او اولین زنی بود که با این مقام توانست در غیاب شوهرش اداره امور کشور را در دست داشته باشد، همچنین اگریپینا قدرت زیادی در دولت داشت و شوهرش را در جلسات سنا همراهی می‌کرد و از پشت پرده در چندین نوبت صحبت می‌کرد، یکی از اولین سکه‌هایی که اگریپینا به عنوان اگوستا در زمان سلطنت شوهر خود صادر می‌کند، کلودیوس را در طرف مقابل سکه نشان می‌دهد. معمولاً این برای پرتره امپراتور بی‌سابقه است. همچنین جلسات سنا امپراتوری به اگریپینا اجازه داد که دو گروه از تبردار امپراتوری داشته باشد، افتخاری که معمولاً فقط به دادرسان و باکره‌های وستال اعطا می‌شد، همین‌طور ارتشیان در قانونهای اردوگاه نظامی به وی اجازه داد، دادگاه‌های عالی اردوگاه را کنترل کند، همچنین سنا به وی حق وتو نیز اعطا کرد که فقط دو کنسول از آن برخوردار بود، همه اینها تأثیر و قدرت عمیق او را در زمان سلطنت کلودیوس نشان می‌داد.
طبق گفته مورخ و تاریخ‌نگار تایتیتوس در مورد اگریپینا چنین گفتند:
"او بتدریج به یک زن باقدرت تبدیل شد، که شروع به حاکمیت بر تمامی امور امپراتوری روم کرد و در مقابل ارتش و سنا ایستاده، و مطمئناً یک نوآوری بود و با آداب و رسوم روم باستان به هیچ وجه مطابقت نداشت، اما خود آگریپینا با وجود ممنوعیت برای مداخله زنان در امور مملکتی، این فرصت را از دست نداد تا نشان دهد که با شوهر خود حکمرانی می‌کند و او نقش بی‌سابقه‌ای در اداره امپراتوری وسیع روم داشت، و آشکارا از قدرت همه‌جانبه ای که اجدادش به دست آورده بودند با او (کلودیوس) به اشتراک می‌گذارد.

آگریپینا قدرت را محکم به دست خود گرفت، انگار که در دست یک مرد است؛ و می‌خواست آن را نگه دارد؛ بنابراین، او اطمینان داد که کلودیوس، نرون را به عنوان جانشین پذیرفته. اما او (اگریپینا) می‌خواست که نرون هیچ اراده ای از خودش نداشته باشد و در هر کاری مطیع او باشد. به همین دلیل است که آگریپینا با دومیتیا لپیدا خواهر شوهر اول خود، نوه مارک آنتونی و اکتاویا جوانتر وارد جنگ شدیدی شد، در آخر هم اگریپینا پیروز شد".
در همان سالی که اگریپینا وارد جلسات سنا شد، کلودیوس مستعمره رومی را به خاطر مقام عالیرتبه اگریپینا تأسیس کرده و مستعمره کلونیا کلودیا را به نام آگریپیننسیس یا اگریپیننسیم را که امروزه با نام کلن شناخته می‌شود در ایتالیا تأسیس کرد، این مستعمره همان جایی بود که آگریپینا در آنجا به دنیا آمد بود، و این نام را بر آنجا نامید. این مستعمره تنها مستعمره رومی بود که به افتخار یک زن رومی نامگذاری شد. در سال ۵۱، وی حق حضور در یک مراسم مخصوص در عموم را به دست آورد، که قبلاً فقط مردان حق حضور در مراسم را داشتن نه زنان و این مراسم برای استفاده از پیوندها برای حمل مجسمه‌های خدایان استفاده می‌شد، همچنین به او نجاری سلطنتی هم داده شد که از آن استفاده می‌کرد. نجاری سلطنتی نوعی کالسکه تشریفاتی برای والامقام‌های رومی بود که معمولاً مخصوص کاهنان، یا مانند باکره‌های وستال و مجسمه‌های مقدس اختصاص داشت این افتخار به اگریپینا اجازه این را داد که به عنوان یک زن کاملاً عمومی و مذهبی عمل کند، همین‌طور کلودیوس به او حقوق رسمی امپراتوری اعطا کرد و حتی اجازه رسمی این را داد که دادگاهی جداگانه برای پذیرش ژنرال‌ها، سناتورها، استانداران، دادرسان، قاضی‌ها، اشراف و سفیران خارجی داشته باشد و در مورد امور سیاسی و غیره با آنها به‌طور کامل بحث کند، او حتی حزبی را به رهبری خود و متحد اصلی خودش پالاس راندازی کرد که تمامی دولت را اداره می‌کرد. همین‌طور در همان سال امپراتور یک کار بی‌سابقه انجام داد و حق انتصاب و اخراج رئیس گارد پرتورین را به اگریپینا داد و او آفرانیوس بروروس را به عنوان رئیس گارد پرتورین منصوب کرد، و جانشین رئیس قبلی گارد پرتورین به نام روفریوس کریسپینوس کرد، کلودیوس حتی وظیفه گارد پرتورین را برای محافظت از او و اگریپینا را برابر اعلام کرد.

### ظهور نرون و شروع نزاع قدرت و جانشینی با کلودیوس و مرگ امپراتور

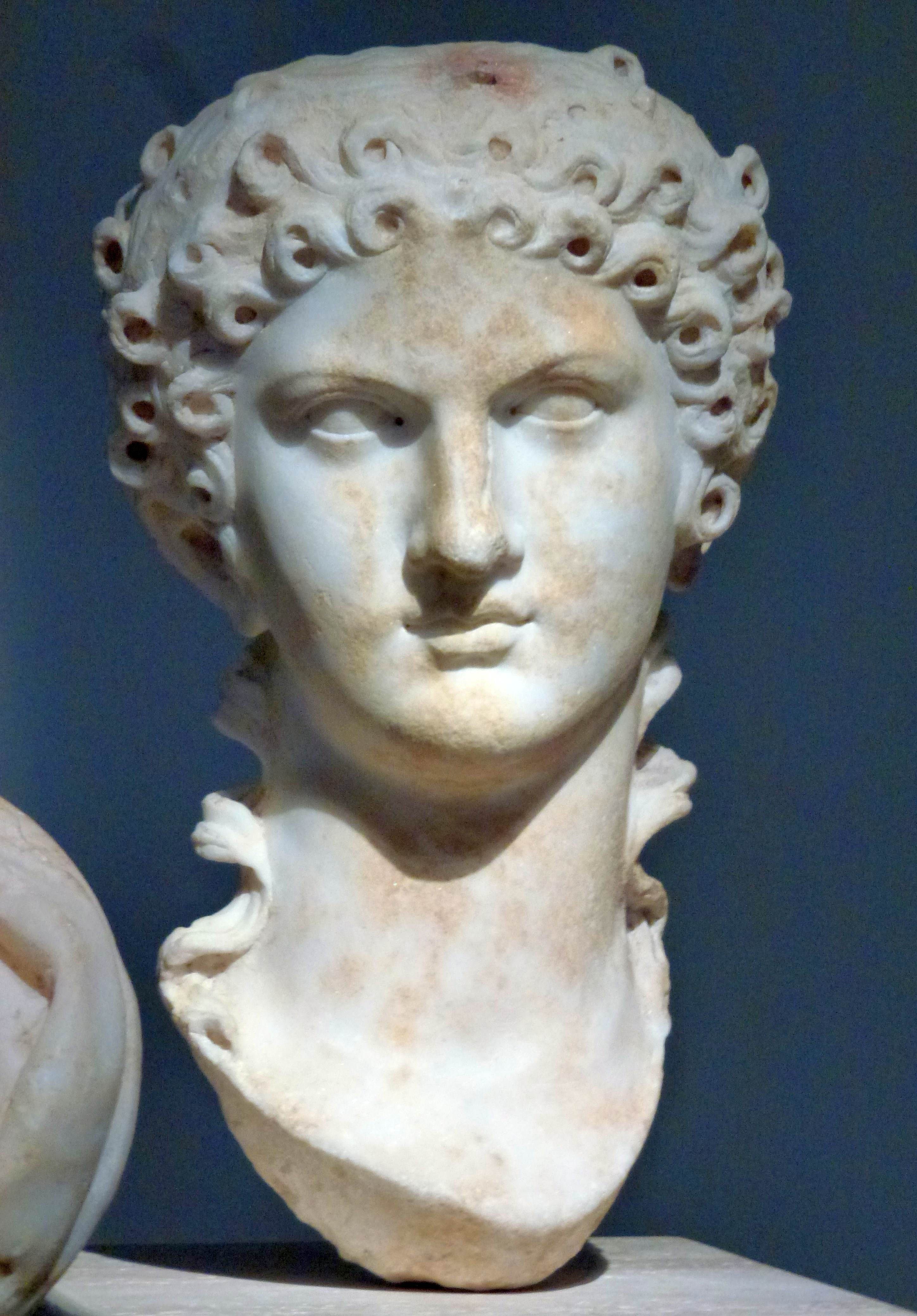
اگریپینا به عنوان اگوستا پسرش را جانشین کلودیوس کرد

اگریپینا که با مرور زمان در قدرت در کنار امپراتور دوش به دوش شوهرش واقع شده بود و در اداره کل امپراتوری علناً به کلودیوس کمک کرد و در این زمان بسیار زیاد ثروتمند و قدرتمند شد و توانست به راحتی رقبای سیاسی خود را حذف کند. کلودیوس او را به صورت دفاکتو در فرمان و مقام دوم در امپراتوری قرار داد و این کار به او اجازه این را داد که یک حاکم ظالم در برابر رقبای سیاسی رسماً باشد. کلیه منابع سنتی، باستانی و مدرن ادعا می‌کنند که اگریپینا از قدرت بی نظیر خود و با نفوذ ویرانگر و کاملی که بر شوهر ضعیف خود داشت توانست با موفقیت کلودیوس را در سال ۱۱ فوریه ۵۰ میلادی به فرزندخواندگی و جانشینی پسرش تحت تأثیر قرار دهد و پسرش را تنها جانشین کلودیوس کند. لوسیوس دومیتوس آهنوباربوس در سال ۵۰ میلادی توسط عموی بزرگ مادر و ناپدری خود به عنوان وارث، جانشین و سزار امپراتوری روم درآمد. نام لوسیوس به نرون کلودیوس سزار دورس ژرمنیکوس تغییر یافت و وی پسر، وارث و جانشین کلودیوس شد. به دستور آگریپینا و کلودیوس نرون و اکتاویا نامزد کردند، و آگریپینا ترتیب داد تا سنکا جوان که یک دانشمند و استاد بزرگی بود از تبعید برگردد تا بتواند امپراتور آینده را تدریس کند. کلودیوس به دلیل اصل و نسب ژولیو و کلودین همسرش، پسر او نرون را پذیرفت.
آگریپینا پسرخوانده خود به نام بریتانیک را از همه میراث قدرت، افتخارات و عنوان‌های محترم خود محروم کرد و بیشتر او را از پدرش و جانشینی برای تاج و تخت به هر طریق ممکن جدا کرد تا برای پسرش نرون مشکلی ایجاد نکند و حتی او را در ملاعام و خاص و حتی در دربار تحقیر می‌کرد و به عنوان یک پسر بچه بی‌ارزش نشان می‌داد. به عنوان مثال، در سال ۵۱ میلادی، آگریپینا دستور داد که بریتانیک در گوشه ای از کاخ که مناسب یک شاهزاده نبود حبس شود و حتی در همان موقع دستور اعدام معلم و استاد بریتانیک، به نام سوسیبیوس را صادر کرد، زیرا او با اگریپینا مقابله کرده بود و به دلیل انتخاب فرزند خود نرون، به‌جای بریتانیک، از پذیرش کلودیوس از نرون و انتخاب نرون به عنوان جانشین خشمگین شد و از آزار و اذیت بریتانیک ناراضی بود و به اگریپینا توهین کرد.
نرون و اکتاویا در ۹ ژوئن سال ۵۳ به دستور اگریپینا ازدواج کردند و بخاطر این ازدواج نرون به عنوان سناتور رومی پذیرفته شد، همچنین اگریپینا بخاطر ازدواج پسرش با دختر کلودیوس به مسئول و نگهبان مهر سلطنتی تبدیل شد که بالاترین حکم حکومتی در امپراتوری روم بود، این مسئولیت قدرت، نفوذ و آزادی قابل توجه ای را در دولت به اگریپینا اعطا کرد، از همان زمان به بعد نفوذ اگریپینا رو به رشد بیشتری رفت و شروع به رهایی از قدرت امپراتور کلودیوس کرد.
کلودیوس بعداً بخاطر خودکامگی و برنامه‌های دیکتاتوری همسر خود از ازدواج خود با آگریپینا توهین کرد و نرون را برای جانشینی تخت سلطنت نپذیرفت، زیرا اگریپینا بسیار زیاد قدرتمند و بانفوذ شده بود و هواداران بسیاری بین تمام سنا و ارتش به‌دست آورده بود و همچنین محبوبیت فراوانی بین مردم همراه نرون پیدا کرده بود و قدرت همه‌جانبه و استبدادی کلودیوس هم محدود به اگریپینا شده بود، به همین خاطر شروع کرد به نفع پسر خود بریتانیک برای وارث تاج و تخت کار کردن، و آماده‌سازی او برای تخت را آغاز کرد.
گفته می‌شود یا این که کلودیوس مخفیانه این قصد را داشت اما کار وی برای اگریپینا آشکار شد و اقدامات وی به آگریپینا انگیزه ای برای از بین بردن کلودیوس داده‌است و سریع دست به‌کار شد، اولین اقدام اگریپینا برای به تخت نشاندن نرون این بود که دشمنان قدرتمند و پرنفوذ خود که به‌شدت برای موقعیت او و آینده پسرش خطرناک بودند را از صحنه سیاسی حذف کند، او قبلاً اکثریت مخالفان و دشمنان نیرومندش را با روش‌های مختلف به راحتی حذف کرده بود و آخرین دشمن سیاسی و خطرناک وی تبیریوس کلودیوس نرگس بود که با فتنه جویی توانست خیلی راحت او را تبعید و بعد به طرز بی رحمانه ای به قتل برساند.
او همچنین دومیتیا لپیدا خواهرشوهر اول خود و عمه نرون را بخاطر نفوذش بر پسرش حذف کرد، اگریپینا او را به منظور این که سعی در دشمنی و تفرقه انداختن بین او و پسرش را دارد از همه میراث و افتخارات خود محروم کرد و بعد به قتل رسانید و بعد از حذف بانفوذترین و خطرناکترین موانع و دشمنان خود برای اهدافش، او برنامه قتل امپراتور را ریخت. منابع باستانی و مدرن می‌گویند که وی در تاریخ ۱۳ اکتبر ۵۴ (یکشنبه شب) به یک کنیزی مجرم و قاتل به نام لوکوستا، دستور قتل امپراتور کلودیوس را صادر کرد و امپراتور را با یک بشقاب قارچ سمی در یک ضیافت مسموم کرد و به این ترتیب نرون را خیلی ماهرانه قادر ساخت تا به سرعت تاج و تخت را به عنوان امپراتور به‌دست آورد. حسابها با توجه به این واقعه خصوصی بسیار متفاوت است و طبق منابع مدرن تر، این احتمال وجود دارد که کلودیوس به دلایل طبیعی درگذشته باشد. کلودوس در ۶۳ سالگی بود که درگذشت.

## سلطنت نرون و کنترل امپراتوری بر حق خود

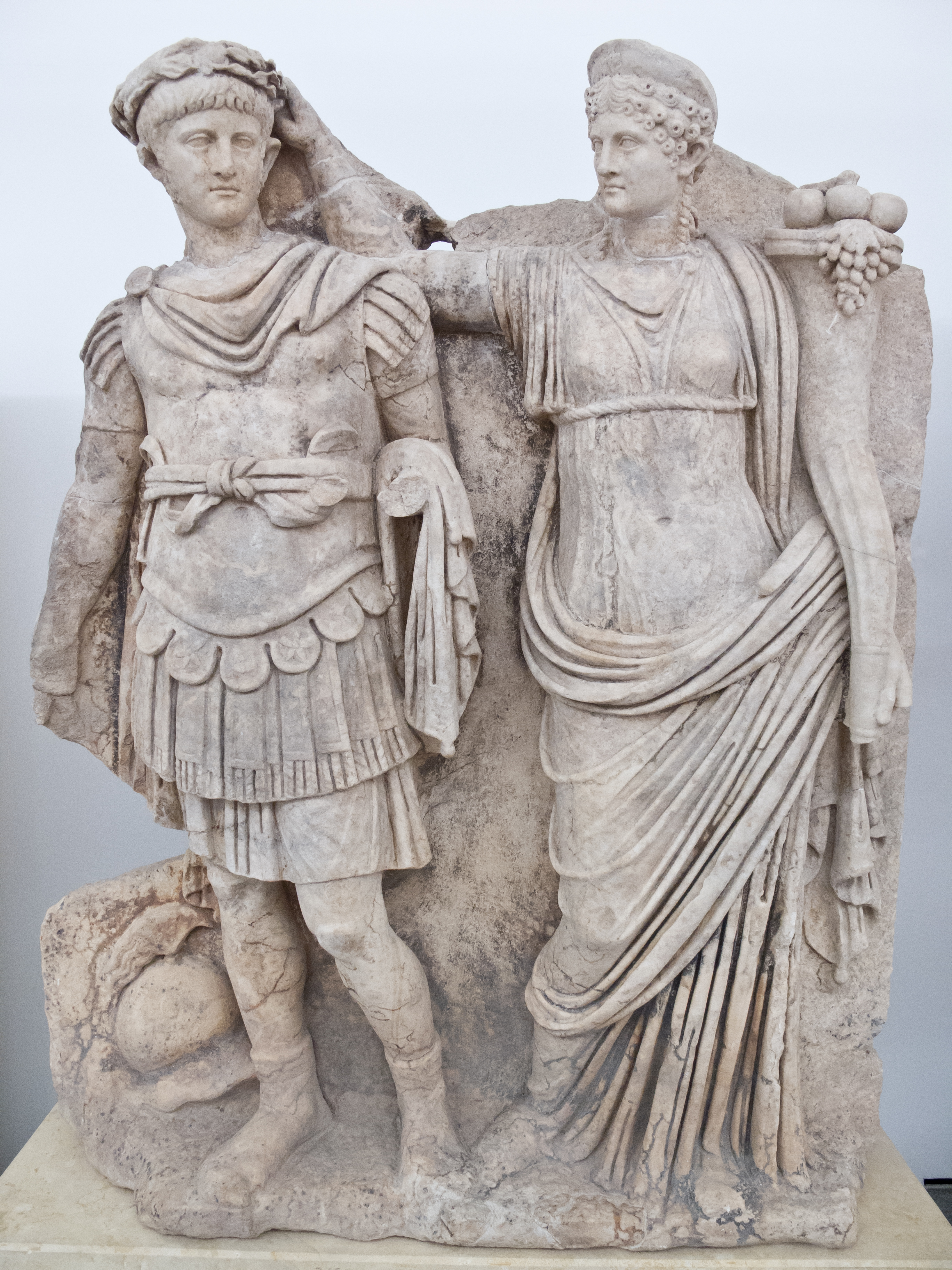
مجسمه برجسته ای از اگریپینا و نرون در روز تاجگذاری مادر و پسر به عنوان حاکمان روم، آگریپینا پسر کوچک خود نرون را با تاج گل طلائی تاج گذاری می‌کند. اگریپینا یک لباس طلایی سلطنتی می‌پوشد که نشانه سمبل قدرت فراوانی و ثروت بی‌اندازه است، او زره و شال یک ژنرال رومی را پوشید است که نشان از محافظت از امپراتور را به تنهایی دارد.

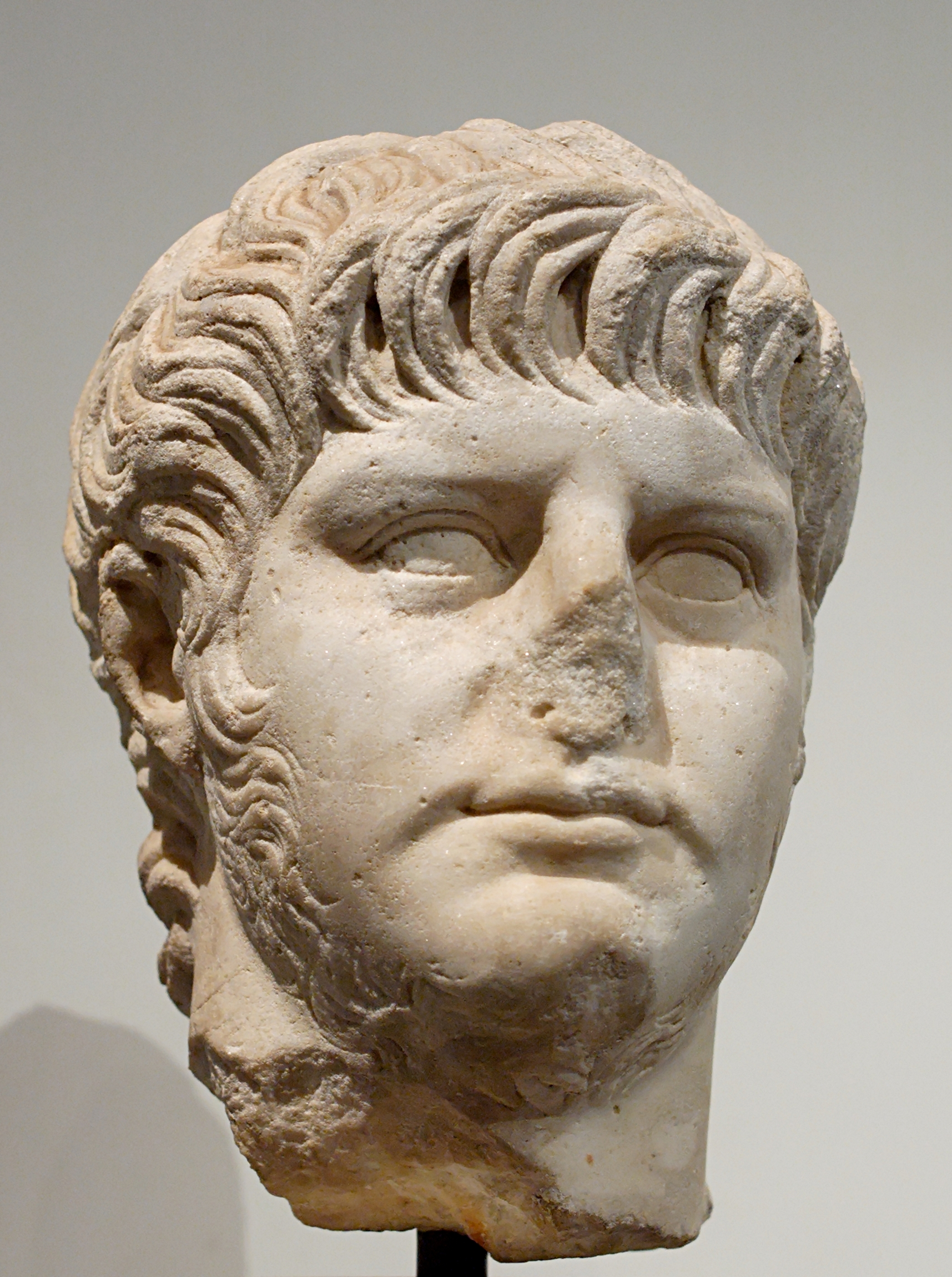
مجسمه نرون با عنوان امپراتور روم

### اداره امپراتوری روم به تنهایی و شروع نزاع قدرت بین مادر و پسر (۵۴ تا ۵۹)

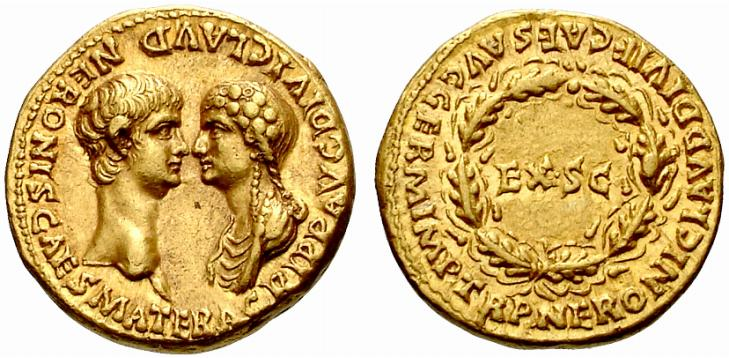
سکه طلا امپراتوری، اگریپینا و نرون با هم به عنوان حاکمان برابر امپراتوری روم

اگریپینا بعد از پیروزی‌های تاکتیکی و استراتژیکی با دستکاری ماهرانه و نیرنگ‌های فراوان بر زده دشمنانش پسرش نرون را با موفقیت در ۱۶ سالگی بر تخت امپراتوری روم نشانید و خود به عنوان مادر امپراتور جوان در مقابل سنا و ارتش فریاد زد «زنده باد امپراتور نرون، سلطنتش پاینده باد» و در این شرایط قدرتی نامحدود و مطلقی بر کلیه امپراتوری روم و تمام رومیان اعمال کرد و برای پسرش عزت و مقام کانکتور ایمپری به معنای (همسر مطلق امپراتوری) به‌دست آورد، همچنین اگریپینا به عنوان کشیش اعظم فرقه کلودیوس به جایگاه خدایی در روم رسید. به اگریپینا همانند دوره قبل اجازه داد شد جلسات سنا را ملاقات کند و حتی این بار با روشی بی‌سابقه یعنی به‌طور مستقل در کنار نرون او بر جلسات امپراتوری نظارت داشت.
بعد از مرگ کلودیوس اگریپینا قدرت‌های کامل حاکم در امپراتوری روم را به‌طور کامل در دست گرفت و این بار توانست برحق خود بر تمامی امور حکومتی مسلط شود و کلیه فرمان‌ها حکومتی با رائ وی صادر می‌شد، او علاوه بر رتق و فتق امور مملکتی و حل مشکلات عدیده اجتماعی و اخلاقی و سایر مسائل مملکتی، سعی در کنترل سرتاسر یا بیشتر امور زندگی فرزند خود کرد که در آن زمان شایعه شد که او سعی در رابطه محرمانه با فرزنده خود دارد، در هیچ این گونه روابط اطلاعات معتبری در دسترس نیست اما با وجود این شایعات در بین مردم، نرون جوان به‌طور کامل به مادر خود تکیه کرد و بزرگ‌ترین نفوذ را به مادر خود در همه امور خصوصی و مملکت داری داد و قبل از هر کاری برای تصمیم‌گیریهای امپراتوری روزانه به مادر خود مراجع می‌کرد و با او مشورت می‌کرد، همچنین کلیه تصمیم‌گیری‌های مهم و کلیدی حکومت را به مادر خود واگذار کرد و حتی در زمان ملاقات‌های شخصی با نرون به تنهایی اگریپینا رسماً در کنار پسرش حضور داشت، اگریپینا در روز تاجگذاری پسرش به عنوان امپراتور خود را " الهه پرهیزگار، فلیکس آگوستا، امپراتریس حاکمان و استبدادی همه رومیان " نامید و این قدرت، سلطه و کنترل او را نشان می‌داد.
نظریه مورخی به نام کاسیوس دیو، در مورد اگریپینا و اقتدارش در زمان نرون:
"اگریپینا می‌خواست به فرزند خود قدرت همه جانبه، مطلق و نامحدود جهان روم دهد و خودش نیز در این اقتدار بی چون و چرا سهیم باشد، اما نرون نتوانست مدت زیادی حکومت مادرش را تحمل کند و از این که او قدرتی برابر با خودش دارد شروع به نافرمانی از اگریپینا کرد و در آینده جنگ سختی بین مادر و پسر رخ داد که عاقبت بدی برای اگریپینا و در اخر برای نرون به ارمغان آورد."
در یک سال و نیم اول سلطنت نرون، آگریپینا بر روی پسرش و تمام امپراتوری روم نفوذ اقتدارگرایانه، همه‌جانبه و حیرت‌انگیزی داشت و بر همه چیز به‌طور کامل مسلط بود، در حقیقت او در طول جوانی پسرش آشکارا و رسماً قدرت را بر عهده گرفت و دادگاه را در کنار امپراتور جوان برگزار کرد، از آنجائیکه نرون تنها فرزند مرد اگریپینا بود، اگریپینا او را تشویق می‌کرد تا خود را با جشن‌ها و شکارها با دوستانش سرگرم نگه دارد. مشغولیت امپراتور به مهمانی و کتاب خوانی به اگریپینا اجازه داد تا قدرت مطلق را به‌دست آورد و به نام پسرش و در کنار او رسماً بر امپراتوری روم به‌طور تمام و کمال حکمرانی کند.
او در این زمان مفتخر به مقام Mater optima (مادر والامقام) و Mater Augustus (مادر اگوستوس) شد، همچنین با تلاش‌ها و نقشه‌های ماهرانه او بود که اوایل حکومت نرون به عنوان «عصر طلایی» در روم شناخته شد. در نیمه‌های سال ۵۵ میلادی هنگامی که نرون شروع به برقراری رابطه با زن آزادی به نام کلودیا اکتا کرد، که آگریپینا به شدت از آن مخالفت کرد و با خشونت نرون را مورد انتقاد قرار داد و با بی رحمی با کلودیا رفتار کرد، و شروع به از دست دادن نفوذ تدریجی بر نرون کرد در حقیقت او بعد از نافرمانی پسرش با وجود این که او هرگز کلودیا را نمی‌پذیرد، او پسر خود را با این حرف تهدید کرد: «همان گونه که تو را به تخت رساندم می‌توانم کنارت بزنم» شروع به از دست دادن نفوذ بر امپراتور جوان کرد و در دومین سال حکومت پسرش او دیگر بر زندگی و تصمیمات نرون سلطه نداشت و از همان وقت شروع به از دست دادن تدریجی نفوذش بر دولت کرد. در همین زمان بوروس و سنکا که از دخالت‌های هر روزه و سلطنت مطلق آگریپینا ناراضی بودند، با دیدن علاقه نرون به اکتا، امیدوار بودند که از طریق او بتوانند بر نرون تأثیر بگذارند تا اقتدار و سلطه کامل اگریپینا را در دولت سرنگون کنند. در همین نقطه، آگریپینا در تلاش خود برای حفظ قدرت و نفوذ بی نهایتش و امپراتور کردن پسرخوانده خود بریتانیک تلاش کرد و شروع به حمایت از او کرد و موفق شد او را به عنوان وارث بلافصل و جانشین نرون تبدیل کند و با این بهانه که نرون وارث مقدر و بلاواسطه بود و با این مقام امپراتور شده با موفقیت اعلام برابری بین این دو را کرد و بریتانیک با قرار گرفتن در سن قانونی می‌توانست امپراتور مشترک با نرون باشد.
بعد از آن که بریتانیک به عنوان وارث تاج و تخت تبدیل شد و قرار شد، لحظه ای که به سن قانونی رسید همراه نرون امپراتور باشد ولی این کار مورد خشم نرون واقع شد، در همین زمان به‌طور مخفیانه به دستور نرون هنگام ضیافت خودش در فوریه ۵۶ میلادی مسموم شد، بعد از مرگ ناگهانی بریتانیک نرون گفت: «بگذارید مادرم بیاید و او را ببیند تا عبرت بگیرد». از همان وقت جنگ قدرت بی رحمانه ای بین آگریپینا و پسرش آغاز شده بود.

### شروع از دست دادن حاکمیت بر امپراتوری
آگریپینا بین ۵۶ تا ۵۸ میلادی بسیار زیاد مراقب بود و بیش از حد چشم انتقادی نسبت به پسرش داشت. در سال ۵۶، آگریپینا پسرش را مجبور به رفتن به بیشتر اوقات برای زندگی در محل سکونت امپراتوری دور از کاخ اصلی کرد تا از قدرت دور شود و او قدرت هولناک و شهوانی را برای خودش به نرون تحمیل می‌کرد. سرانجام نرون مادر خود را به تدریج با کمک بوروس و سنکا و بسیاری از دشمنان مادرش در جلسات سنا از همه حقوق امپراتوری، حق‌الهی شاهانه، امتیازات، افتخارات و قدرت‌های بسیار گسترده اش در اداره امپراتوری به‌طور رسمی و حتی از ریاست کاخ‌های سلطنتی پالتین محروم کرد و حتی حق تبرداران امپراتوری را از مادرش گرفت و محافظان شخصی رومی و آلمانی و محافظت گارد پرتورین را از مادرش در سال ۵۸ میلادی از کار انداخت و حتی شروع به عزل افراد قوی مادرش در دولت کرد.
با وجود تلاش‌های نرون اگریپینا همچنان در دولت و زندگی شخصی پسرش مداخله می‌کرد و حتی زمانیکه که دیگر به عنوان مشاور و نایب امپراتور سمتی نداشت همچنان در جلسات سنا از پشت پرده شرکت می‌کرد و با هوادارانش در مجلس سنا، ارتش روم، گارد پرتورین و حتی مردم جناحی بر زده نرون و سنکا و بوروس تشکیل داد و توانست همچنان قدرتش را از طریق نرون بر امپراتوری حاکم نگهدار و بر زده نرون توطئه کند. در آخر این اختلاف به جایی رسید که نرون حتی مادر خود را تهدید کرد که تاج و تخت را رها خواهد کرد و برای زندگی در جزیره رودوس در یونان، مکانی که زندگی تیبریوس پس از طلاق جولیا بزرگان در آنجا زندگی کرده بود، می‌رود.
نرون همچنین در سال‌های منتی به ۵۶ میلادی اگریپینا را از کاخ امپراتوری برداشته و به محله‌های دیگر کاخ دور از خودش برد و همین‌طور پالاس قدرتمندرین متحد، مشاور موردعلاقه و دست راست قدرت مادرش را هم همراه بسیاری از مردان پرقدرت و بانفوذش از دادگاه اخراج کرد. برداشته شدن اگریپینا از کاخ اصلی، سقوط و اخراج پالاس از مقام‌های قدرتمند و پرسودش و اخراج بسیاری از مردان بزرگ او بین سال‌های ۵۶ و ۵۷ میلادی و مخالفت شدید بوروس و سنکا، همراه بسیاری از مشاوران جدید نرون که مدام در گوش نرون تکرار می‌کرد که «اگریپینا به هیچ وجه قابل اعتماد نیست و قصد سلطنت دارد» به تضعیف اقتدار رسمی آگریپینا کمک کرد، این کار باعث می‌شد اگریپینا، بسیار برخلاف میلش مجبور به بازنشستگی آرام شود. هر چند بازنشستگی آرام مناسب آگریپینا که زنی بسیار سرسخت و سیاستگذاری بود نبود و او هرگز آن را قبول نکرد. او مرتباً علیه نرون شدیداً آشوب می‌کرد و جناح‌هایی از سناتورها، ژنرال‌ها، اشراف‌زادگان و استانداران بزرگ را تشکیل می‌داد که هنوز به او وفادار هستند و آنها سعی کردند نرون را بترسانند یا او را با یکی که مطیع دستورها امپراتریس هست جایگزین کنند.
در یکی دیگر از سخنان اگریپینا به نرون او با دلگرمی و فروتنی به پسرش گفت:
"این من بودم که تو را امپراتور کردم، آیا این کارها حق من بود که تو از من روی برگردانده و من را دشمن می‌شماری، که در حقیقت من تنها دوستت هستم و نمی‌بینی که من واقعاً تو را دوست دارم."
در طول این زمان، اختلافات بین مادر و پسر چنان بالا رفت که به سمت سال ۵۸ میلادی زمانی که نرون عاشق زنی به نام پوپایا سابینا شد و اگریپینا بخاطر مخالف‌های بسیار خود از قصر اخراج شد و به زندگی در املاک کنار رودخانه در میسنوم رفت. در حالی که آگریپینا در آنجا زندگی می‌کرد یا وقتی به دیدارهای کوتاه به رم رفت، نرون افرادی را برای اذیت کردن او فرستاد.
اگرچه در میسنوم زندگی می‌کرد و دور از پایتخت بود، اما اگریپینا همواره به عنوان یک مادر امپراتور و اگوستا تماماً تقدیر شده و بسیار محبوب، قدرتمند، متنفذ در دولت و ثروتمند بود و او همچنان بر سیاست‌های نامشخص و خطرناک امپراتوری نفوذ داشت و همین باعث خشم نرون می‌شد و نرون از او به‌شدت واهمه داشت چون اگریپینا می‌توانست جانشینان سرسخت احتمالی امپراتوری را برای نرون به وجود آورد، و این نفوذ و توانایی برای امپراتور خطرناک بود و اگریپینا همچنان نه تنها برای نرون بلکه برای پوپایا سابینا، سنکا و بوروس یک مانع بزرگ و خطرناک بود. پوپایا سابینا به خاطر ترس از مادر نرون جرئت نکرد ازدواج قانونی خود را با اوتو برهم بزند و نرون را متقاعد کند از زن خود اوکتاویا جدا شود و با او ازدواج کند. در همین زمان‌ها آگریپینا و نرون در دیدارهای کوتاه یکدیگر را می‌دیدند و او برای آخرین بار سعی داشت نفوذ خود را بر پسرش دوباره به‌دست آورد و دولت را دوباره کاملاً تحت سلطه قرار دهد، اما زمانی که دید نرون به توصیه‌های او اهمیت نمی‌دهد، تصمیم نهایی خود را گرفت تا نرون را با شخصی عوض کند که دست نشانده او در امپراتوری باشد، در این زمان اگریپینا برنامه‌ریزی کرده بود که خواهرزاده خود گایوس روبلیوس پلوتوس را به عنوان امپراتور روم جایگزین نرون کند و در بین مردم از او طرفداری کرد و توانست حزبی را از ارتشیان، سناتورها و لژیون‌های رومی و بخشی از حاکمان ایالتی امپراتوری را به طرف او بکشد و او را جانشین و وارث ظاهری نرون کند، بعد از این حوادث در سال ۵۹ او توسط نرون مخفیانه در یک توطئه کشته شد.

### مرگ و پیامدهای بعدی

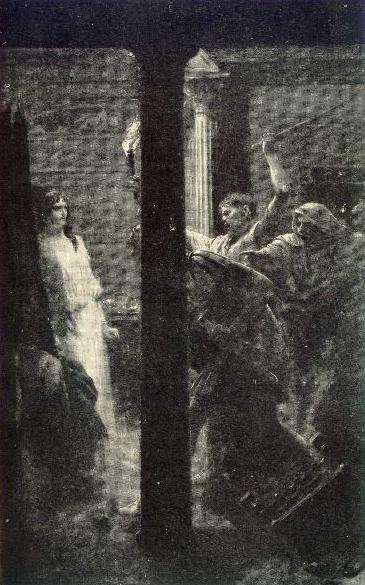
اگریپینا در لحظه مرگ

شرایطی که مرگ آگریپینا را احاطه کرده‌است، به دلیل تضادهای تاریخی و تعصب ضد نرون، نامشخص است. همه داستانهای زنده مانده از مرگ آگریپینا با خود و یکدیگر تناقض دارند و عموماً خیالی هستند، هر چند در سال ۵۹ میلادی امپراتور دستور ترور مادر خود اگریپینا را صادر کرد و او در شب ۲۳ مارس ۵۹ در قصر خود با یک کودتای بی سر و صدا توسط چند سرباز قاتل به قتل رسید و بعد از آن باعث پشیمانی و عذاب وجدان شدید در نرون شد.

### حسابهای مورخی به نام کاسیوس دیو در مورد مرگ اگریپینا
داستان کاسیوس دیو نیز تا حدودی متفاوت است. این دوباره با پوپایا به عنوان انگیزه قتل آغاز می‌شود. نرو کشتی را طراحی کرد که در هنگام دریا در انتها باز می‌شد. آگریپینا را روی زمین گذاشت و پس از بازشدن کف کشتی، او درون آب افتاد. آگریپینا شنا کرد و به ساحل رسید، نرون از زنده ماندن مادرش باخبر شد و به‌شدت ترسید و در شب ۲۳ مارس ۵۹ قاتل‌هایی را ارسال کرد تا او و تمام افرادش را بکشد. نرون سپس ادعا کرد که آگریپینا نقشه کشیده‌است که او را بکشد. حرف آخر در مورد اگریپینا که گفته شد قاتلان به شدت به ضرب و شتم پرداخته‌است گفته می‌شود که اگریپینا به قاتلان گفت که «رحم او را نابود کنند زیرا چنین بچه ای درش به وجود آمده»، گفته می‌شود «شکم اگریپینا را تقریباً پاره کردند»، قبل از مرگ اگریپینا با صدای بلند فریاد زد «پسر بی شرم و ناخلف نابود شود».

### خاکسپاری
بعد از مرگ آگریپینا، نرون جسد او را دید و اظهار داشت که او عالی هست و به گفته مورخان به جسد مادرش گفت: «او چقدر زیباست به زیبایی او ندیده‌ام». بدن او آن شب در یک نیمکت ناهار بود. در مراسم تشییع جنازه مادرش، نرون بدون شوخ‌طبعی، بی سخنی و ترسناک بود. وقتی خبرها مبنی بر درگذشت آگریپینا منتشر شد، بخشی از ارتش روم، سنا و افراد مختلف برای این که توجه نرون را جلب کنند برای او نامه‌های تبریک فرستادند که وی از توطئه‌های ماهرانه مادرش نجات یافته‌است.

### عواقب بعدی
در زمان باقی مانده از سلطنت نرون، قبر آگریپینا پوشیده یا محصور نشده‌است. خانواده او بعداً آرامگاه متوسطی را در میسنوم به وی دادند. مرگ مادرش وجدان نرون را آزار می‌داد. او احساس گناه شدیدی می‌کرد که گاهی در مورد مادرش کابوس می‌دید. او حتی روح مادرش را دید و جادوگران سیاه را مجبور کرد که او را نابود کنند هر چند فایده نداشت و هر سال کابوس‌های نرون بدتر می‌شد. سالها قبل از درگذشت او، آگریپینا به اخترشناسان مراجعه کرده بود تا دربارهٔ آینده پسرش سؤال کند. اخترشناسان نسبتاً پیش‌بینی کرده بودند که پسرش با تلاش او امپراتور می‌شود اما او را خواهد کشت. او پاسخ داد، «بگذار او مرا بکشد، به شرط آنکه امپراتور همه جهان شود، من راضی ام» در یکی از صحبت‌های اگریپینا به یکی از ندیمه‌های مورد اعتماد خود گفته‌است «شاید من هرگز توسط او (نرون) کشته نشوم».

## تصویرسازی مدرن
در سینما، تلویزیون و رادیو
- فیلم ایتالیایی آگریپینا محصول 1911[۳]
- معشوقه نرون (۱۹۵۶) با بازی گلوریا سوانسون[۴]
- من، کلودیوس (۱۹۷۶) با بازی باربارا یانگ (که در اینجا آگریپینیلا نامیده می‌شود).
- کالیگولا (۱۹۷۹)[۵] و همچنین مسالینا، مسالینا (۱۹۷۷)[۶] با بازی لوری واگنر.
- کالیگولا و مسالینا (۱۹۸۱) با بازی فرانسواز بلانشارد.
- بعد از میلاد (مینی‌سریال محصول ۱۹۸۵) با بازی آوا گاردنر.[۷]
- بودیکا (۲۰۰۳) با بازی فرانسیس باربر.[۸]
- نرون (فیلم ۲۰۰۴) با بازی لائورا مورانته.[۹]
- رفتار بد گذشتگان (۲۰۰۹)، مستند کانال هیستوری. قسمت نرو.
- امپراتوری روم (۲۰۱۶)، محصول نتفلیکس، با بازی ترسا لیان.[۱۰]
- بتی لو جرسون در ۳۱ آگوست ۱۹۵۳، در قسمتی از برنامه رادیویی «کلاسیک‌های جنایی» شبکه CBS با عنوان «پسر دوست‌داشتنی تو، نرو» نقش آگریپینا جوان را بازی کرد. این قسمت، وقایع قتل آگریپینا توسط پسرش نرو را روایت می‌کند که ویلیام کنراد نقش او را بازی کرده است.
- فیلم تاریخ‌های وحشتناک (۲۰۱۹) نقش آگریپینا را کیم کاترال بازی می‌کند.[۱۱]